# Mobilidade como serviço
Mobilidade-como-um-Serviço (MaaS) descreve uma mudança de propriedade pessoal de meios de transporte para soluções de mobilidade  que são consumidos como um serviço. Isso é possibilitado  através da combinação de serviços de transporte públicos e prestadores privados de serviços de transporte, através de um servidor de acesso unificado  que cria e gerencia a viagem, a qual os usuários podem pagar com uma única conta. Os usuários podem pagar por viagem ou uma taxa mensal para uma distância limitada. O conceito-chave por trás de MaaS é oferecer aos viajantes soluções de mobilidade com base em suas necessidades de viagem.
O planejamento de viagens geralmente começa em um planeador de viagens. Por exemplo, um planejador de viagem pode mostrar que o usuário pode ir de um destino para outro usando uma combinação de trem e ônibus . O usuário pode escolher a sua preferência de viagem com base em custo, tempo e conveniência. Neste ponto, as reservas necessárias (por exemplo, chamar um táxi, reservar um assento em um trem de longa distância) devem ser executadas como uma unidade. Espera-se que este serviço deve permitir roaming, ou seja, o mesmo aplicativo do usuário final  deve funcionar em cidades diferentes, sem que o usuário precise se familiarizar com um novo aplicativo ou se inscrever para novos serviços.

## Tendência para MaaS
O movimento no sentido de MaaS é alimentada por uma miríade de novos e inovadores prestadores de serviço de mobilidade , tais como compartilhamento de caronas e serviços de transporte de passageiros por aplicativos, programas de compartilhamento de bicicletas, de partilha de carro , bem como serviços on-demand "pop-up" de ônibus. Por outro lado, a tendência é motivada pela expectativa de auto-condução de automóveis, que colocam em questão o benefício econômico de possuir um carro pessoal versus o uso, sob demanda, de serviços de veículos, que são amplamente esperado de se tornarem significativamente mais acessíveis, quando os carros tiverem direção autônoma ("sem motorista").
Esta mudança é mais habilitada por melhorias na integração dos vários modos de transporte em perfeitas  cadeias de viagens, com as reservas e pagamentos geridos coletivamente, para todos os trechos da viagem. Em Londres, os passageiros podem usar um pagamento sem contato, cartão de banco (ou em um cartão de viagem chamado Oyster card) para pagar a sua viagem. Entre os vários modais, viagens, pagamentos, os dados são coletados e usados para ajudar as viagens  pessoais se tornarem mais eficientes. Para os governos, os mesmos dados permitem a tomada de decisões informadas quando se considera melhorias de sistemas regionais de trânsito . O agendamento de transporte público e os gastos em dinheiro do consumidor podem ser justificados pela obtenção e análise de dados em torno de modernas tendências de mobilidade urbana.

## Impacto de curto-prazo
Mobilidade-como-um-Serviço pode causar um declínio na posse de carros. Não está claro se reduziria o total de emissões, uma vez que o número de quilômetros percorridos por veículo poderia ser maior do que é o caso com carros particulares, dependendo do número de quilômetros percorridos por veículos MaaS vazios,  a relativa extensão do compartilhamento de caronas. Em geral, se a média de ocupação do veículo  para o tempo rodando diminuir, o total de número de quilômetros percorridos por veículo vai aumentar.
MaaS poderia aumentar significativamente a eficiência e a utilização de provedores de transporte que contribuem para a rede global de transporte, em uma região. As previsões foram validados pelo experimento Ubigo, em Gotemburgo , durante os quais muitos carros particulares foram cancelados durante a duração do ensaio e a utilização de  serviços de transporte  existentes aumentou a eficiência da rede em geral. Em última análise, uma rede mais eficiente, juntamente com novas tecnologias, tais como veículos autônomos poderia reduzir significativamente o custo do transporte público.

## Vantagens
MaaS tem muitos benefícios que podem melhorar os hábitos dos passageiros, a eficiência da rede de transporte e sociedades que adotem MaaS como um meio viável de transporte. De acordo com o Bureau of Transportation Statistics, o custo médio de possuir e operar um veículo é de $8858 por ano, supondo uso por 10 mil quilômetros. MaaS iria diminuir os custos para o usuário, melhorar a utilização de provedores de transporte MaaS, reduzir os congestionamentos das cidades, conforme mais usuários adotarem MaaS como principal fonte de transporte. E reduzir as emissões à medida que mais usuários dependam de componentes públicos de transporte  ou, veículos autônomos elétricos, em uma rede  MaaS.
MaaS, igualmente, tem muitos benefícios para o mundo dos negócios - compreender o Custo Total  de Mobilidade de Negócios pode ajudar tomadores de decisão sobre  viagens, no mundo corporativo, salvar centenas de milhares de reais. Através da análise de dados e custos atribuídos a "mobilidade de negócios" (e.g. custos de aluguel de veículo, de combustível, taxas de estacionamento, passagem de trem, taxas de administração e até mesmo o tempo necessário para reservar uma viagem) as empresas podem tomar decisões informadas sobre a política de viagens, gestão de frotas e pedidos de reembolso de despesas. Empresas de Negócios MaaS,  como Mobilleo, sugerem que o planejamento por si só de viagem, pode levar até 9 passos antes de uma simples organização de viagens estar reservada.

## Formas de pagamento
O conceito pressupõe a utilização através de um aplicativo mobile, embora o conceito também possa ser usado para qualquer tipo de pagamento (cartão de trânsito, bilhete, etc.).
O conceito é, então, dividido em 2 modelos de pagamento:
O modelo de assinatura Mensal  assume que um número suficiente de usuários consomem serviços de transporte público, em uma base mensal, para oferecer  serviços de transporte agrupados. Os usuários pagam uma taxa mensal e recebem em pacote de serviços de transporte, tais como viagens ilimitadas no transporte público urbano, além de um número fixo de quilômetros táxi. O modelo de assinatura mensal incorpora um bem financiado, comercialmente, " Operador MaaS", que fará a aquisição de serviços de transporte em massa e a prestação de garantias para os usuários. Em Hannover, na Alemanha, operadores MaaS podem comprar a granel serviços de transporte e atuar como intermediários, através do produto Hannovermobil. Não é necessário que o operador inclua todas as formas de transporte, mas apenas o suficiente para ser capaz de fornecer garantias razoáveis. Uma assinatura mensal também irá fornecer fundos suficientes para o operador MaaS  comprar quantidade bastante significativa de serviços de transporte, em que ele pode usar o poder de mercado para conseguir preços competitivos. Em particular, um operador MaaS  pode melhorar os problemas de baixa utilização - por exemplo, em Helsinki, motoristas de táxi gastam 75% de seu tempo de trabalho à espera de um cliente, e 50% dos quilômetros conduzindo sem geração de receitas. Um operador MaaS  pode resolver este problema através da garantia de um salário-base para os motoristas de táxi através de empregadores existentes.
O modelo Pague-conforme-você-usa  funciona bem em ambientes com um número alto de "one-off" pilotos (turistas, redes de transportes em áreas com alta taxa de adoção de carro, etc.). Para cada trecho de viagem reservado (cada viagem de trem, viagem de táxi etc.) é fixado o preço em separado e é definido pelo provedor de serviço de transporte. Neste modelo, aplicativos móveis funcionariam como motores de busca, buscando apresentar todos os prestadores de serviço de transporte em um único aplicativo, permitindo aos usuários evitar a necessidade de interagir com vários provedores de acesso, em uma tentativa de montar a melhor viagem. Muitas cidades têm cartões que pagam transportes públicos intermodais, incluindo Viena e Stuttgart , mas nenhum ainda incluem táxis/serviço-sob-demanda de ônibus.
Ambos os modelos têm exigências similares, tais como planejadores de viagem para construir cadeias de viagens otimizadas e técnicas de relacionamentos de negócios com prestadores de serviço de transporte, (i.e. reservas / pagamento de táxi por API e e-ticketing, códigos QR em ônibus urbanos e metros, etc.).

## Impacto de veículos autônomos
Conforme o desenvolvimento do carro autônomo se acelera, a empresa Uber anunciou planos para a transição de sua aplicação para um serviço autônomo que tem como objetivo ser mais barato do que a posse individual de automóvel. Muitos fabricantes de automóveis e empresas de tecnologia anunciaram planos ou existem rumores de estarem desenvolvendo veículos autônomos, incluindo Tesla, General Motors, Waymo, da Apple, e Local Motors.
Veículos autônomos poderiam permitir ao público uma utilização de estradas com baixo custo por quilômetro, usando veículos auto dirigidos até seu destino de preferência, a um custo significativamente menor do que os preços atuais de táxi e transporte solidário. Os veículos podem ter um grande impacto sobre a qualidade de vida nas áreas urbanas e compõe uma parte crítica do futuro do transporte, beneficiando o viajante, o ambiente, e até mesmo outros setores, tais como saúde.
Modelagem de cenários foram realizadas na implantação compartilhado de veículos autônomos sobre a cidade de Lisboa, pelo PTV, como parte do Fórum Internacional do International Transport Forum's Corporate Partnership Board. Este modelo mostra que os impactos positivos nas redes de transporte e mobilidade nos lugares congestionados  serão percebidos em maior extensão, com aumentos no compartilhamento de microônibus / ônibus, na escala de transporte público, além de compartilhamento de caronas; considerando que táxis autônomos, com passageiros individuais, veriam um grande aumento no número de quilômetros percorridos e congestionamento.
Em janeiro de 2016, o Presidente dos Estados Unidos, Barack Obama, assegurou financiamento, para ser usado nos próximos dez anos para apoiar o desenvolvimento de veículos autônomos.

## Linha do tempo histórica
Em 1996, o conceito de "assistente inteligente de informação "  integrando diferentes serviços de viagens e de turismo foi introduzido na INTRODUZA conferência.
O conceito surgiu pela primeira vez na Suécia. Um bem executado estudo foi realizado em Gotemburgo, sob o modelo de assinatura mensal. O serviço foi bem recebido, entretanto, ele foi abandonado devido à falta de apoio em nível do governo para terceiros, em venda de bilhetes de transporte público.
A ideia, então, ganhou ampla publicidade, através dos esforços do Sampo Hietanen, CEO de ITS Finland (mais tarde fundador e CEO da Maas Global), e Sonja Heikkila, então estudante de Mestrado na Universidade de Aalto, e com o apoio do Ministério finlandês de Transporte e de Comunicação.
MaaS tornou-se um tema popular no ITS Congress de 2015, em Bordeaux, e, posteriormente, a Mobility as a Service Alliance foi formada.
Financiado pela UE "Mobinet" projeto lançou algumas das bases para MaaS, e.g. gestão pan-Europeia de identidade dos viajantes, e os pagamentos e links para planejadores de viagem.